# La Révolte des enfants
La Révolte des enfants és una pel·lícula francesa dirigida per Gérard Poitou-Weber, estrenada el 1992.

## Argument
El 1847, Rase-Motte (Robinson Stévenin), un nen de 8 anys, es trobaa tancat a una presó infantil a Grande-île a Bretanya després del robatori d'un pollastre. Descobreix el tracte dur, tant dels supervisors més o menys sàdics, com dels seus companys més grans que exerceixen una pressió constant sobre els més joves.
A la barca que el va portar al lloc de la seva condemna de 5 anys, va conèixer la comtessa d'Ozeray (Clémentine Amouroux), una periodista que ve a conèixer aquesta "colònia" paternal per escriure un article. Aquest és el moment en què els nens decideixen revoltar-se contra les condicions humiliants de les seves vides iniciant el motí.

## Repartiment
- Michel Aumont : L'oncle
- André Wilms : M. Alexis
- Clémentine Amouroux : La comtessa d'Ozeray
- Nada Strancar : Mme Alexis
- Bernard Ballet: El guàrdia chiourme
- Dominique Reymond: Jeanne
- Daniel Laloux: El sacerdot
- Bernard Musson: El pare del Sr. Alexis
- Loïc Even: El Pensador
- Robinson Stévenin: Rase-Motte
- Jonathan Zaccaï: Boca Gran
- Sagamore Stévenin: Cap buit

## Inspiració històrica
L'escenari trasllada a un altre temps i un altre lloc la revolta que va tenir lloc als reformatori de Belle -Île- en-Mer el 1934 i les condicions de vida a la colònia penitenciària de Mettray al segle xix.

## Premis
Premi del Cercle d'Escriptors Cinematogràfics al millor guió a la XII edició de la Mostra de València.